# Курково (Зубцовский район)
Курково — разъезд (тип населённого пункта) в Зубцовском районе Тверской области России. Входит в состав Погорельского сельского поселения.

## География
Разъезд находится в южной части Тверской области, в зоне хвойно-широколиственных лесов, при железнодорожной линии Шаховская — Ржев, на расстоянии примерно 12 километров (по прямой) к востоко-юго-востоку от города Зубцова, административного центра района.

### Климат
Климат характеризуется как умеренно континентальный. Среднегодовая температура воздуха — 3,4 °C. Средняя температура воздуха самого холодного месяца (января) — −7,2 °C (абсолютный минимум — −47 °C), средняя температура самого тёплого (июля) — 17 °С (абсолютный максимум — 36 °С). Безморозный период длится около 130 дней. Годовое количество атмосферных осадков составляет около 600 мм, из которых большая часть (около 70 %) выпадает в тёплый период.

### Часовой пояс
Разъезд Курково, как и вся Тверская область, находится в часовой зоне МСК (московское время). Смещение применяемого времени относительно UTC составляет +3:00.

## Население
| 2010 |
| ---- |
| 7    |

### Национальный состав
Согласно результатам переписи 2002 года, в национальной структуре населения русские составляли 78 % из 9 чел.